# Lycocorax
Lycocorax ist eine Vogelgattung aus der Familie der Paradiesvögel (Paradisaeidae), die lediglich zwei Arten umfasst. Die beide Arten werden von der IUCN als ungefährdet (least concern) eingestuft. Das Verbreitungsgebiet der Arten ist auf die Molukken begrenzt.

## Merkmale
Die beiden Arten der Gattung Lycocorax gelten als die Arten unter den Paradiesvögeln, die die größte Ähnlichkeit zu den Raben und Krähen aufweisen. Sie erreichen eine Körperlänge von bis zu 42 Zentimeter und ein Gewicht von bis zu 370 Gramm. Das Gefieder ist bei beiden Arten sehr dunkel, sie haben anders als eine große Anzahl der Paradiesvögel keine verlängerten Schwanzfedern, die über das übrige Schwanzgefieder herausragen.
Der Schädel weist Ähnlichkeit zu den Schädeln der zu den Manukoden gehörenden Arten auf, der Schnabel ist allerdings kräftiger und gerader. Innerhalb der Familie der Paradiesvögel haben sie die kräftigsten Schnäbel. Sie haben keine Kehllappen und die Nasenlöcher sind unbefiedert. Beim Schwanzgefieder ist das äußerste Steuerfederpaar etwas kürzer, so dass das Schwanzgefieder leicht gerundet wirkt. Die Beine und Füße sind kräftig.

## Arten und deren Verbreitungsgebiet
Es werden die folgenden Arten und Unterarten unterschieden:
- Krähenparadiesvogel (Lycocorax pyrrhopterus)
  - Lycocorax pyrrhopterus morotensis Schlegel, 1863: Diese Unterart kommt auf den Inseln Morotai und Rau der Nordmolukken vor.
  - Lycocorax pyrrhopterus pyrrhopterus (Bonaparte, 1850); Diese Unterart kommt auf den Inseln Halmahera, Kasiruta und die Bacaninseln.
- Obiparadieskrähe (Lycocorax obiensis). Vorkommen auf den Obi-Inseln, einer Inselgruppe der Nordmolukken

Die Obiparadieskrähe galt lange als eine Unterart des Krähenparadiesvogels. Ihr wird heute ein Artstatus zugestanden, weil sie sich in mehreren Merkmalen, z. B. Unterschieden im Gefieder, einem auffällig anderen Verhalten sowie einem deutlich abweichenden Gesang, von dem Krähenparadiesvogel unterscheidet.

## Lebensraum und Lebensweise
Die beiden Arten besiedeln unterschiedliche Lebensräume. Die Obiparadieskrähe kommt unter anderem in offenen Agrarlandschaften vor, wenn diese ausreichend Sträucher aufweisen. Der Krähenparadiesvogel ist dagegen vorwiegend ein Vogel der Waldgebiete, der auch im Inneren von Regenwäldern vorkommt. Sie fressen nach jetzigem Kenntnisstand ausschließlich Früchte.
Bei beiden Vögeln besteht das Gelege nur aus einem einzelnen Ei. Über die Dauer der Brutzeit und den Zeitraum zwischen dem Schlupf der Nestlinge und ihrem Ausfliegen ist bei beiden Arten aktuell nichts bekannt.